# Минералов, Юрий Иванович
Ю́рий Ива́нович Минера́лов (30 мая 1948, с. Сухая Калигорка, Киевская область — 29 августа 2012, Люберцы, Московская область) — российский литературовед, поэт и литературный критик, заслуженный деятель науки Российской Федерации, доктор филологических наук, профессор, член Союза писателей России.

## Биография
Родился в семье инженера-картографа Ивана Миныча Минералова — сына сибирского православного священника Мины Алексеевича Минералова. Осенью 1948 года родители с сыном Юрием вернулись в Сибирь, где семья жила в Хакасии (Черногорск), а затем в Кемеровской области (Сталинск, впоследствии — Новокузнецк).
Окончил филологический факультет МГУ. В 1975 году защитил кандидатскую диссертацию «Современная предударная рифма и проблема рифменной эволюции в русском стихе». Пятнадцать лет преподавал в Тартуском университете, четверть века (1987—2012) проработал в Литературном институте имени А. М. Горького — профессор, заведующий кафедрой русской классической литературы и славистики.
Похоронен в Подмосковье на Ново-Люберецком кладбище, участок 7.

## Награды и звания
Доктор филологических наук (1987, диссертация «Поэтика индивидуального стиля»), заслуженный деятель науки Российской Федерации (2004), член Союза писателей России.

## Научные труды
Автор книг «Поэзия. Поэтика. Поэт», «Так говорила держава. XX век и русская песня», «Теория художественной словесности», «История русской литературы (90-е годы XX века)», «История русской словесности XVIII века», «Поэтика. Стиль. Техника», «История русской литературы XIX века (40—60-е годы)», «История литературы XX века (1900—1920-е годы)» (в соавторстве с И. Г. Минераловой), «История русской литературы XIX века (70—90-е годы)» (в соавторстве с И. Г. Минераловой), «История русской литературы XIX века (1800—1830-е годы)», «История русской литературы XVIII века», «Контуры стиля эпохи», «Введение в славянскую филологию», «Сравнительное литературоведение».
Выпустил также книги стихов «Эмайыги» (1979), «Красный иноходец» (1995), «Хроники пасмурной Терры» (2000), «О, солнце моё!» (2003), книгу стихов и прозы «Река времён» (2008).

## Семья
Супруга — литературовед И. Г. Минералова (род. 1952).